# لگد (فیلم ۲۰۱۱)
«لگد» (انگلیسی: Recoil (2011 film)) فیلمی در ژانر اکشن است که در سال ۲۰۱۱ منتشر شد. از بازیگران آن می‌توان به استیو آستین اشاره کرد.